# Spanyolország borvidékei

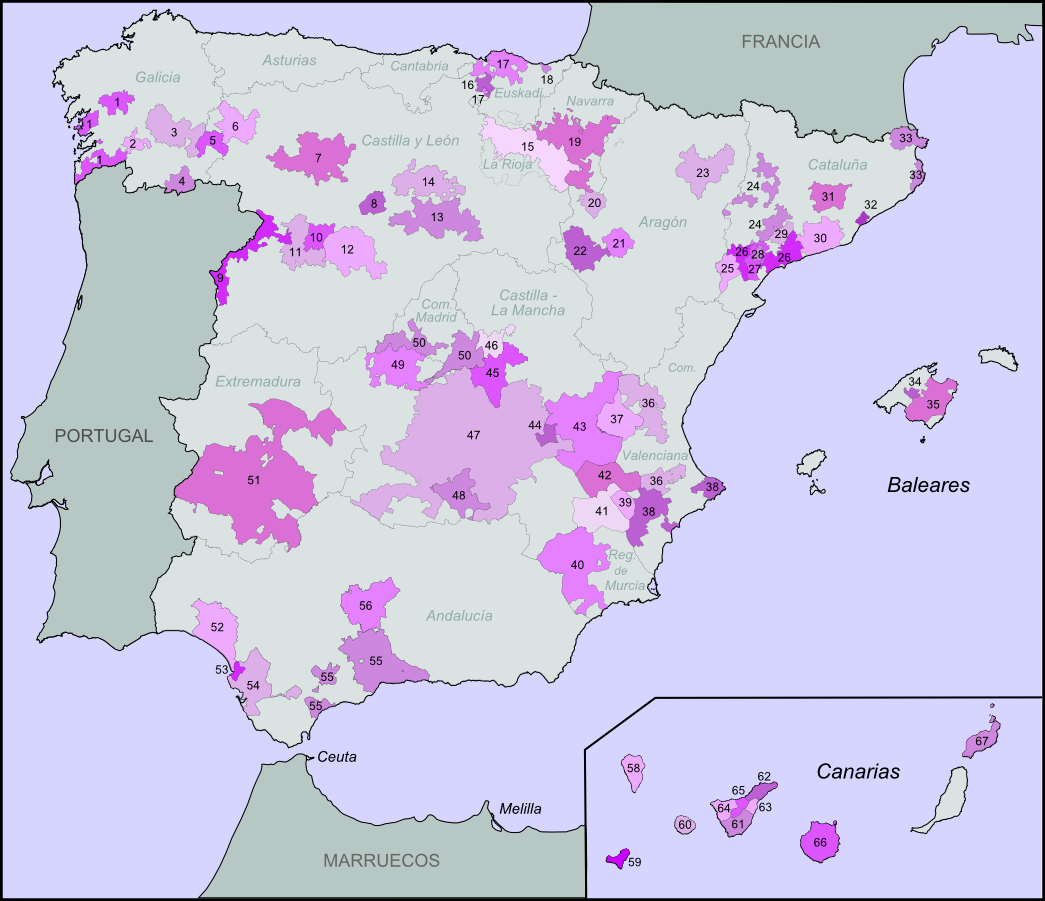
Spanyolország borvidékei

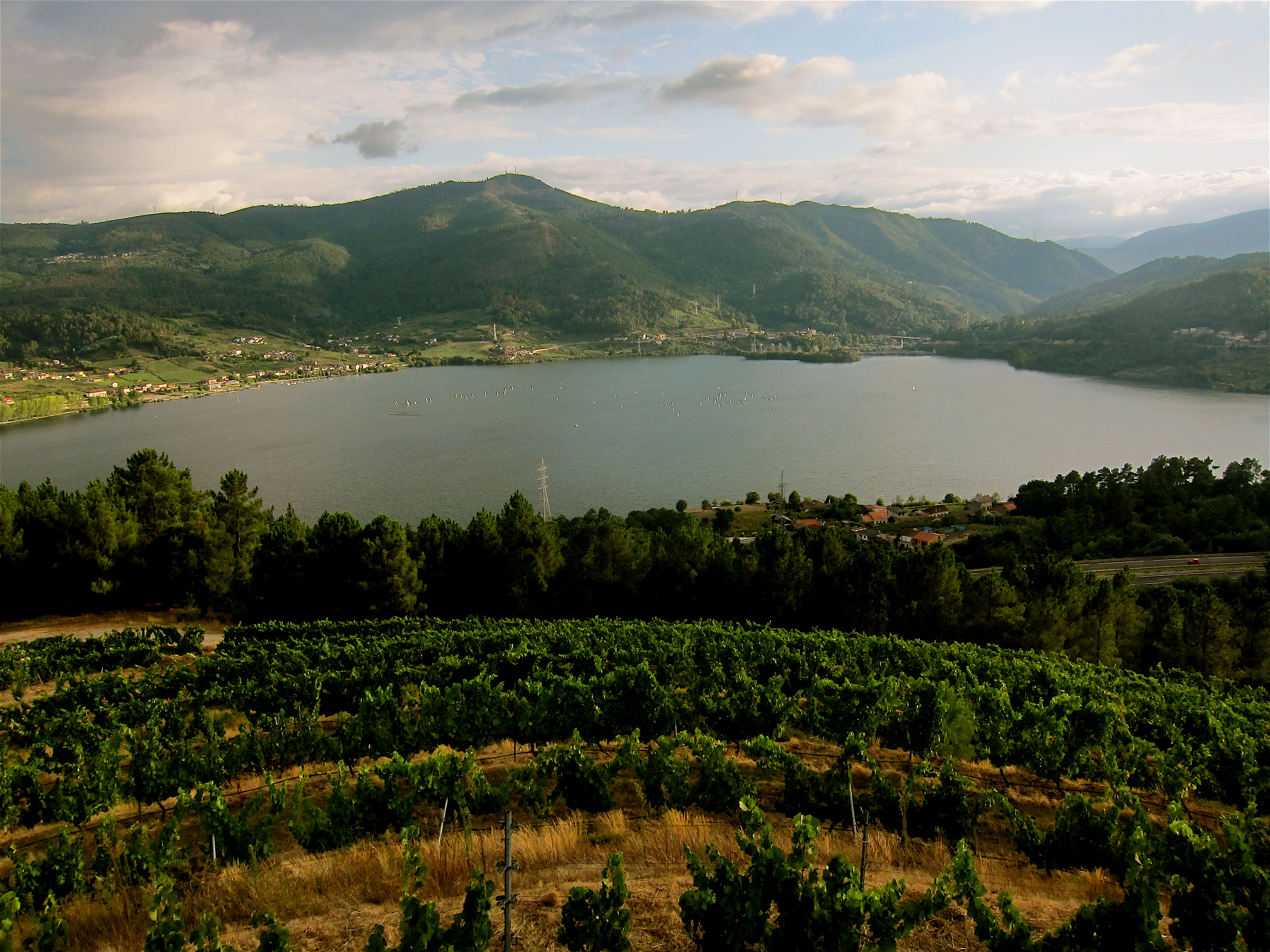
Galiciai szőlőültetvények

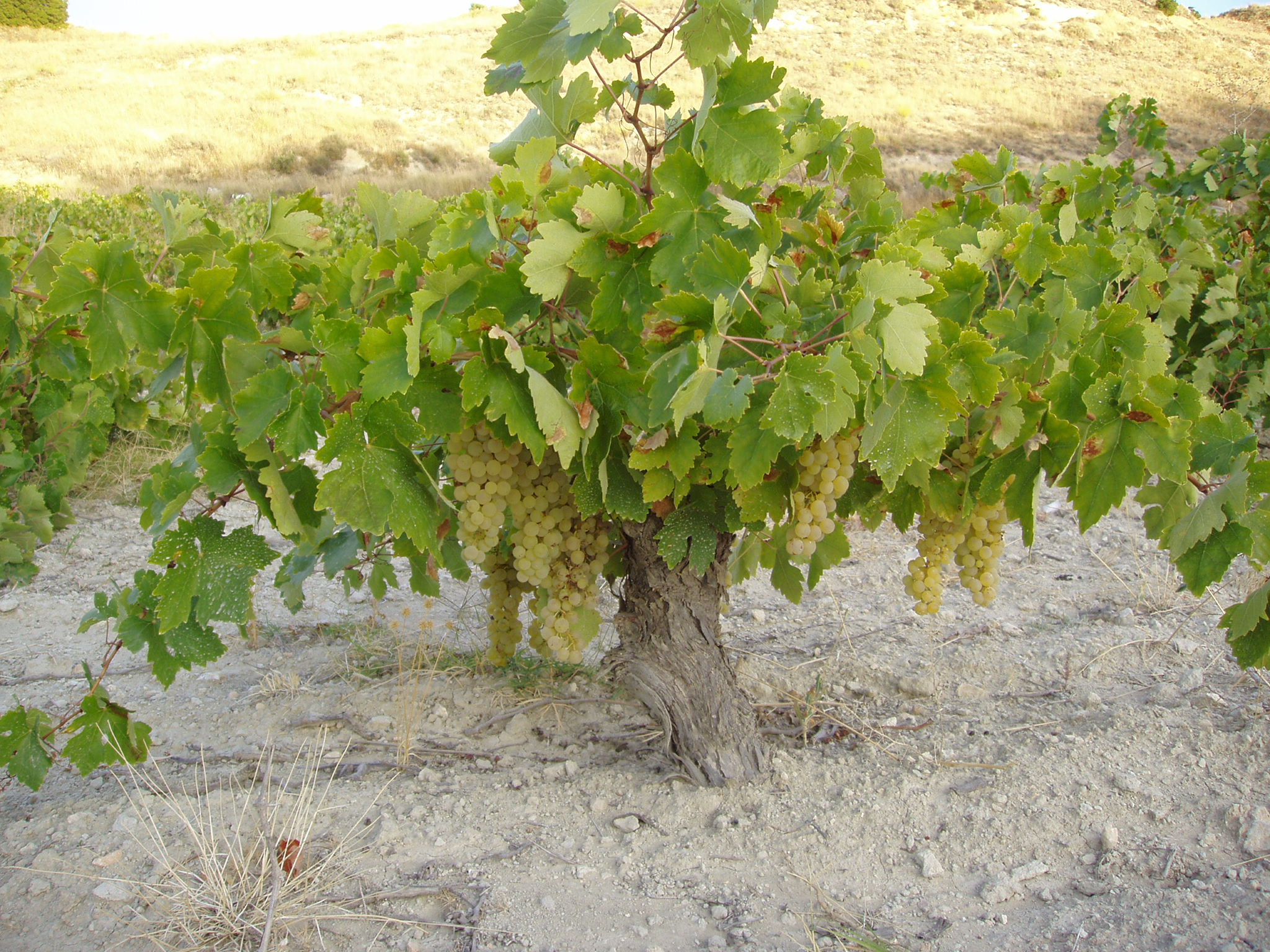
Airen szőlő érett fürtjei

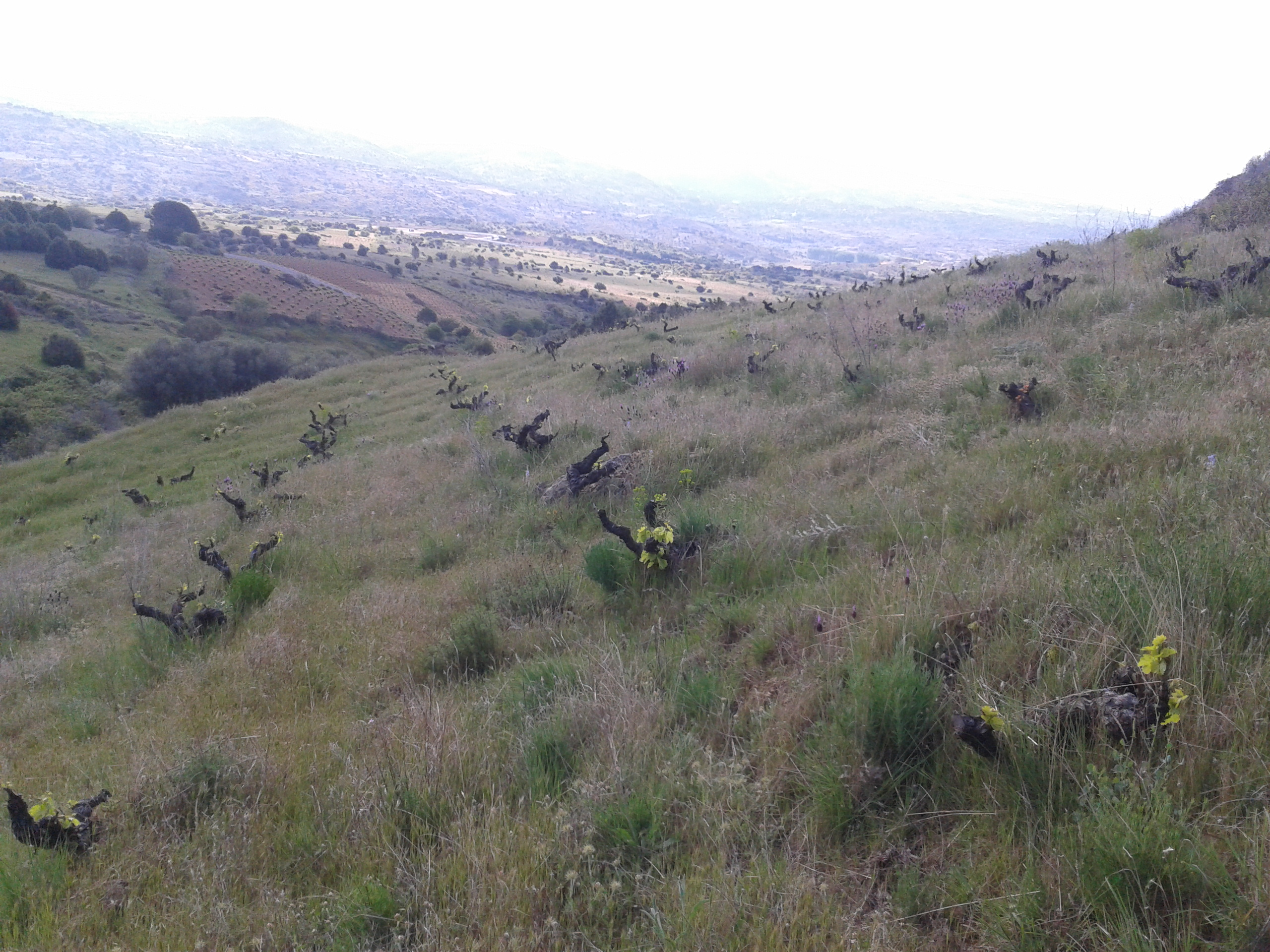
Idős grenache ültetvén a Sierra de Gredosban

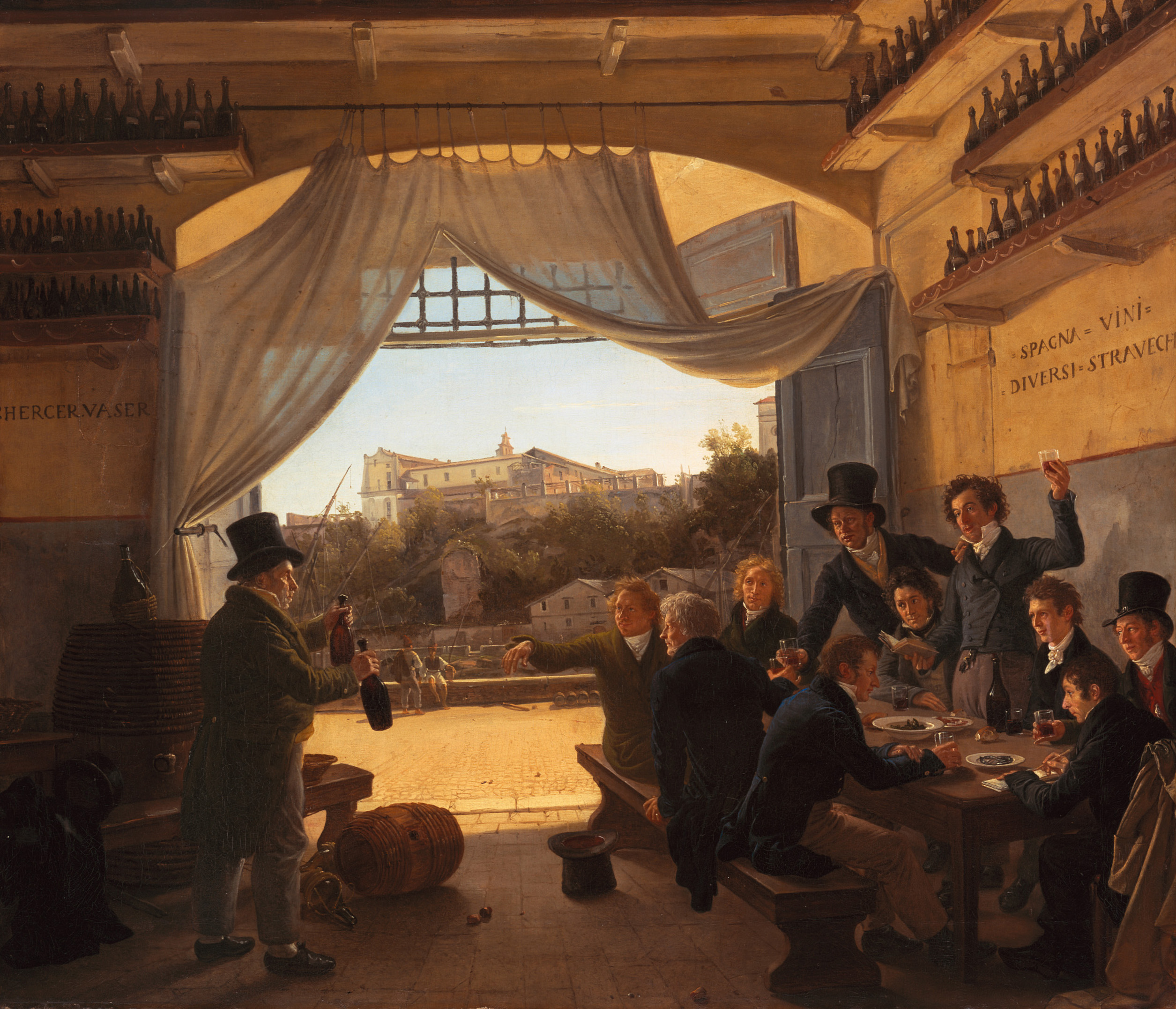
Franz Ludwig Catel: Lajos királyi herceg egy római spanyol borozóban

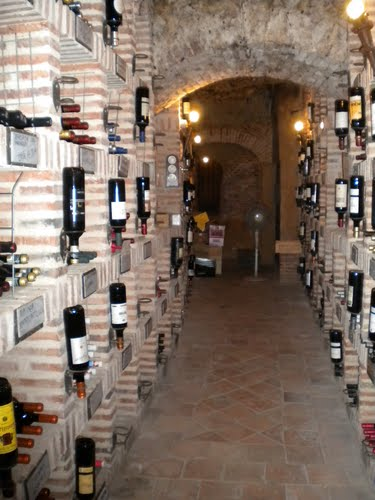
Borospalackok a Ribera del Duero borvidéken lévő Aranda del Duero egyik pincészetében

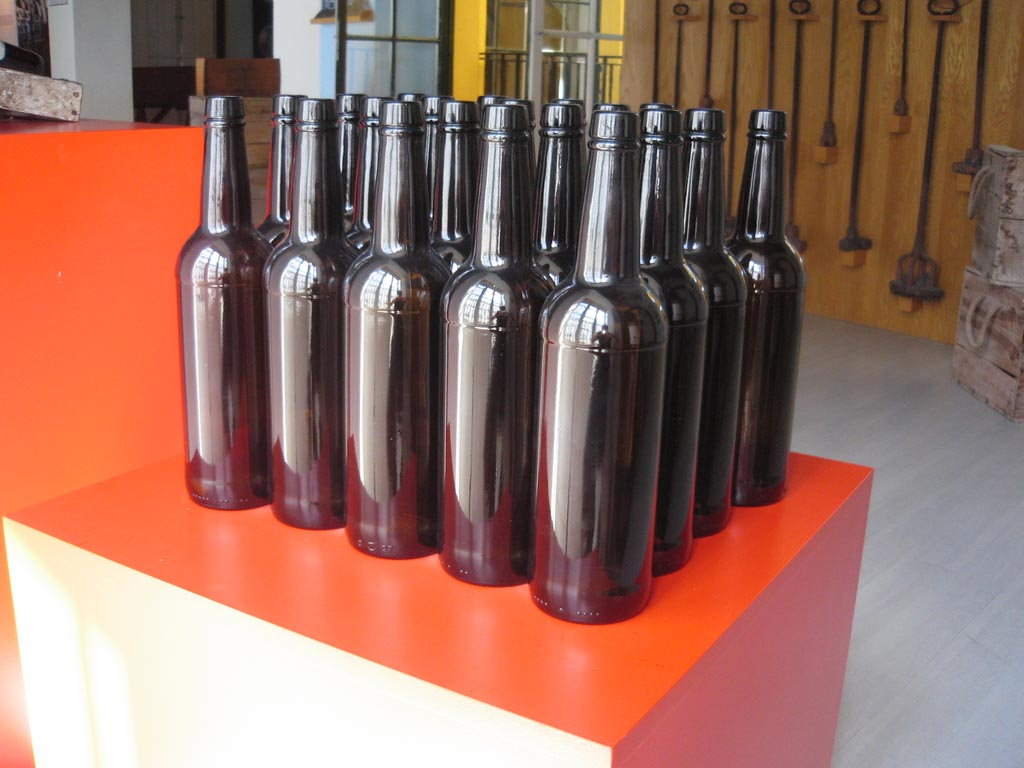
Sherryspalackok

Spanyolország borászata a római időkben alakult ki. A Római Birodalom bukása után többé-kevésbé változatlan módon maradt fenn, majd az Európai Unióba lépés után hirtelen átalakult; jelenleg is viharosan fejlődik. Ennek okai között említendő, hogy bár az országban lényegesen nagyobb területen termelnek szőlőt, mint akár Francia-, akár Olaszországban, éves termése lényegesen kisebb azokénál. Ennek fő okai:
- az aszályos éghajlat,
- a ritkás telepítés,
- a sok idős, csekély hozamú ültetvény.

Az ország 17 autonóm közösségéből 15-ben van legalább egy borvidék. Ezeket hét borrégióba vonják össze:
- északnyugati borrégió (Galicia, Asztúria, Kantábria, de ezek közül Asztúriában és Kantábriában nincs borvidék)
- Ribera del Duero borrégió (Kasztília és León)
- Ebro borrégió (Baszkföld, Aragónia, La Rioja, Navarra)
- mediterrán partvidéki borrégió (Katalónia, Valencia, Murcia)
- központi fennsíki borrégió (Madrid, Kasztília-La Mancha)
- andalúz borrégió (Andalúzia)
- kanári borrégió (Kanári-szigetek).

## A spanyol borvidékek minősítése
A spanyol jogszabályok két kategóriába sorolják a borvidékeket:
- D.O. (Denominación de Origen, védett eredetű) a bor igazoltan olyan helyről származásik, ahol a szőlőültetés és a borkezelés szabályozott. 2008-ig 65 borvidék kapta meg ezt a besorolást, 2009-ben további négy. Ez a francia AOC rendszer spanyol megfelelője.
- D.O.C. (Denominación de Origen Calificada): olyan, D.O. típusú terület, ahol különösen kiemelkedő minőségű borok készülnek. Spanyolországban eddig csak két borvidék:
- Rioja és
- Priorat

kapta meg ezt a címet.

## A spanyol borok minőségi kategóriái

### Eredet szerint
- Vino de Finca: olyan birtokbor, amelyet legalább öt évig egy, már tíz éve nemzetközileg ismert birtok saját szőlőjében termelnek (Prioratban például ilyen a Clos Mogador).
- DO Pago: Egyetlen, de nem DO-területen található birtok egyetlen egyedi részéről (dűlőjéből) származó bor. Ez egy viszonylag új, a 2000-es évek közepén bevezetett bor. 2008-ig 4 termőhely kapta meg ezt a besorolást, 2012-ig további hét.[2]
- VdlT (Vino de la Tierra): nem DO területről származó, de azonosítható regionális karakterű asztali bor. Ez a francia „Vin de Pays” spanyol megfelelője. 2012-ben 42 bor tartozott ebbe a kategóriába, de közülük csak kettő jelentős:
  - Vino de la Tierra de Castilla,
  - Vino de la Tierra de Castilla y León.
- VC (Vino Comarcal): adott térségből származó asztali bor, minőségi követelmények nélkül.
- VdM (Vino de Mesa): különböző vagy éppen nem minősített területeken szüretelt szőlőből, akár különböző évjáratokból készített asztali bor.

## Érlelés szerint
A DO és DOC borok érlelési típusát a palackokon ún. hátsó címkéken tüntetik fel. Az egyes borvidékek az alábbi kategóriák számára az itt feltüntetett minimálisnál hosszabb érlelési időt is előírhatnak, és ezt például Riojában meg is teszik.
- Joven: fiatal bor, érlelési elvárás nélkül — általában a szüret utáni évben palackozzák és dobják piacra. Előtte érlelhetik rövid ideig hordóban, de ez nem kötelező.
- Crianza: a vörösbor legalább 24 hónapig és ebből legalább 6 hónapot kis tölgyfahordóban érlelt; a fehérborok és rozék legalább egy évesek.
- Reserva: a vörösbor legalább 36 hónapig érlelt; ebből legalább 12 hónapot kis tölgyfahordóban, a többit palackban. A fehérborokat és a rozékat legalább két évig érlelik, amiből legalább fél évet hordóban. Általában a jobb évjáratokból készül.
- Gran Reserva: csak kiváló évjáratokból készíthető. A vörösbor legalább 60 hónapig érlelt, amiből legalább 24 hónapot hordóban és legalább 36 hónapot palackban kell töltenie. A fehér- és rozéborokat legalább négy évig kell érlelni, ezen belül ebből legalább fél évig hordóban.

A fehér- és rozé Reserva és Gran Reserva borok igen ritkák. Sok Reserva vagy Gran Reserva bort a törvényesnél jóval tovább érlelnek.

## Északnyugati borrégió
Az Atlanti-óceán közelsége miatt Galicia éghajlata jóval csapadékosabb Spanyolország többi részénél, ezért vezető szőlőfajtát az ország többi borrégiójában nem vagy csak alárendelten termesztik. Az ország többi borrégiójában a vörösborszőlők dominálnak, itt azonban főleg (bár messze nem kizárólag) fehérborokat készítenek. Fontosabb borszőlő fajták:
- mencía,
- albariño,
- espadeiro,
- torrontés,
- treixadura,
- godello.

Az albariño szőlőfajtát ez a termőterület (elsősorban a Rias Baixas borvidék) tette híressé; a hazai piacon kimondottan drága borokat készítenek belőle. Sikerét látva Ausztráliában is telepíteni kezdték. Ott fedezte fel Jean-Michel Boursiquot francia ampelográfus, hogy az albariño a savagnin szőlővel azonos. A francia jura borvidéken a savagninból készítik  különleges eljárással az úgynevezett vin jaune-t. A 2000-es években az is kiderült, hogy ez a fajta nem más, mint a tramini, ami a fűszeres tramini szerényebb rokona. Ezt az azonosítást az ausztrál központi kutatóintézet DNS vizsgálatai megerősítették, és 2009 óta Ausztráliában az addig albariño néven forgalmazott borokat savagninként vagy traminerként kell palackozni.
Borvidékek:
- Rias Baixas borvidék,
- Ribeiro borvidék,
- Ribera Sacra borvidék,
- Valdeorras borvidék,
- Monterrei borvidék.

## Ribeira del Duero borrégió
Fontosabb borszőlő fajták:
- tinta de toro,
- grenache (spanyol neve: garnacha),[5]
- mencía,
- prieto picudo,
- verdejo,
- malvázia,
- tempranillo.[6]

Borvidékek:
- Bierzo borvidék,
- Tierra de León borvidék,
- Valles de Benavente borvidék,
- Arlanza borvidék,
- Cigales borvidék,
- Ribera del Duero borvidék,
- Valtiendas borvidék,
- Rueda borvidék,
- Toro borvidék,
- Tierra del Vino de Zamora borvidék,
- Arribes borvidék.

## Ebro borrégió
Fontosabb borszőlő fajták:
- tempranillo (aragonez néven),
- grenache,
- cariñena,
- verdejo,
- macabeo,
- malvázia.

A graziano fajtát jóformán csak abban a régióban termesztik és csekély hozama miatt még itt is csak kis területen, főleg a  Rioja borvidéken, ahol a legfinomabb borok házasításához használják.
Borvidékek:
- Bizkaiko Txakolina borvidék,
- Arabako Txakolina borvidék,
- Getariako Txakolina borvidék,
- Navarra borvidék,
- Rioja borvidék,
- Campo de Borja borvidék,
- Somotano borvidék,
- Carineña borvidék,
- Calatayud borvidék.

## Mediterrán partvidéki borrégió
Fontosabb borszőlő fajták:
- mourvèdre (Spanyolországban monastrell néven),
- grenache,
- tempranillo,
- bobal,
- airén,
- muskotály,
- macabeu,
- xarel lo,
- parellada,
- cabernet franc (Katalóniában).

Borvidékek:
- Empordà – Costa Brava borvidék,
- Pla de Bages borvidék,
- Alella borvidék,
- Costers del Segre borvidék,
- Penedès borvidék,
- Tarragona borvidék,
- Monstant borvidék,
- Priorat borvidék,
- Terra Alta borvidék,
- Utiel–Requena borvidék,
- Valencia borvidék,
- Alicante borvidék,
- Yecla borvidék,
- Jumilla borvidék,
- Bullas borvidék.

## Központi fennsíki borrégió
Kasztília-La Mancha tartományban a szőlővel beültetett terület 600 000 hektár — ez az összes spanyol szőlőtermő terület fele, Európa szőlőültetvényinek 17 %-a.
Fontosabb vörösborszőlő fajták:
- tempranillo (helyi neve: cencibel),
- mourvèdre (Spanyolországban monastrell néven),
- grenache (garnacha tinta néven),
- moravia,
- cabernet sauvignon,
- merlot,
- syrah,
- petit verdot.

Fontosabb fehérborszőlők:
- airén,
- macabeo (macabéo néven),
- chardonnay,
- sauvignon blanc,
- moscatel de grano menudo (muskotály),
- verdejo.
- albillo,
- borba.

Borvidékek:
- Mondéjar borvidék,
- Vinos de Madrid borvidék,
- Méntrida borvidék,
- Manchuela borvidék,
- Almansa borvidék,
- Ribera del Júcar borvidék,
- La Mancha borvidék,
- Valdepeñas borvidék,
- Ribera del Guadiana borvidék.

## Andalúz borrégió
Fontosabb borszőlő fajták:
- palomino,
- listán,
- Pedro Ximenez,
- muskotály,
- zalema.

A régióban hat DO minősítésű borvidék van:
- Jerez-Xérès sherry borvidék (a legfontosabb, az ún. „Sherry-háromszög” Cádiz tartományban, Jerez de la Frontera, Sanlúcar de Barrameda, és El Puerto de Santa María között). A három engedélyezett szőlőfajta a palomino (95 %), a Pedro Ximénez (PX) és az alexandriai muskotály. A muskotályt elsősorban édesítésre használják. A PX-ből csak intenzíven édes borokat készítenek, és mustját gyakran a  Montilla–Moriles borvidékről hozzák be.
- Montilla–Moriles borvidék (a második legfontosabb),[9]
- Málaga és Sierra de Málaga borvidék,
- Alicante borvidék (1957 óta) — hagyományos desszertbora a fondillon.
- Condado de Huelva borvidék,

## Szigeti borrégió
Ebbe a régióba Spanyolország két nagy és egymástól ugyancsak távol eső szigetcsoportját vonják össze.
Fontosabb borszőlő fajták:
- mencía,
- listán negro,
- verdello,
- godello,
- forastera,
- listán,
- muskotály.

Borvidékek:
A Kanári-szigeteken:
- Lanzarote borvidék (Lanzarote szigetén),
- La Palma borvidék (La Palma szigetén),
- La Gomera borvidék (La Gomera szigetén),
- El Hierro borvidék (El Hierro szigetén),
- Gran Canaria borvidék (Gran Canaria szigetén),
- Tacoronte-Acentejo borvidék (Tenerife szigetén),
- Valle de la Orotava borvidék (Tenerife szigetén),
- Ycoden-Daute-Isora borvidék (Tenerife szigetén),
- Valle de la Güimar borvidék (Tenerife szigetén),
- Abona borvidék (Tenerife szigetén).

A Baleár-szigeteken:
- Pla I Levant borvidék (Mallorca szigetének délkeleti részén),
- Binissalem borvidék (Mallorca szigetének közepén).